# 付敏跃
付敏跃（1959年1月—），男，浙江人，华裔自动化专家。澳大利亚纽卡斯尔大学教授。主要研究网络控制系统和智能电网的控制与通信问题。

## 生平
曾就读于浙江省台州地区温岭中学。1982年毕业于中国科学技术大学电子工程系自动化专业，获学士学位。1981年获首批郭沫若奖学金，1982年赴美国威斯康辛大学麦迪逊分校, 1984年获电气工程硕士学位，1987年获博士学位。1987年至1989年，在韦恩州立大学电气与计算机工程系任助理教授。1989年入职澳大利亚纽卡斯尔大学电气与计算机学院，2002年晋升终身教授。2003年当选IEEE Fellow。2007年担任山东大学长江学者讲座教授。2010年担任浙江大学千人计划特聘教授。2016年担任广东工业大学自动化学院百人计划特聘教授。